# Dräggsjön (Kalvs socken, Västergötland)
Dräggsjön är en sjö i Svenljunga kommun i Västergötland och ingår i Ätrans huvudavrinningsområde.